# Anton Egger
Anton Egger (* 15. Mai 1932 in Öblarn) ist ein österreichischer emeritierter Professor für Betriebswirtschaft.

## Leben
Egger studierte ab 1950 an der Hochschule für Welthandel in Wien. Nach Promotion 1954 arbeitete er als Rechnungswesenexperte in der Industrie als auch selbstständiger Steuerberater.
Seine Habilitationsschrift wurde 1970 von der Karl-Franzens-Universität Graz angenommen. Ab 1975 war er ordentlicher Universitätsprofessor für Betriebswirtschaftslehre an dieser Universität. 1985 folgte er dem Ruf an den Lehrstuhl für Unternehmensrechnung und Revision an der Wirtschaftsuniversität Wien, den er bis zu seiner Emeritierung im September 2000 innehatte.
Das wissenschaftliche Werk Anton Eggers ist durch eine Fülle von Publikationen zu verschiedenen Bereichen des Rechnungswesens belegt. Standardwerke seiner Arbeit sind die Buchpublikationen Der Jahresabschluss nach dem Handelsgesetzbuch (ursprünglich gemeinsam mit Helmut Samer verfasst), sowie das Werk Die Einführung in die Allgemeine Betriebswirtschaftslehre (ursprünglich gemeinsam mit Karl Lechner und Reinbert Schauer).
Sein besonderes wissenschaftliches Interesse hat immer der Unternehmensbewertung gegolten. Er leitete den Fachsenat für Betriebswirtschaft und Organisation der Kammer der Steuerberater und Wirtschaftsprüfer und wirkte dabei an der Überarbeitung des Fachgutachtens KFS/BW 1 (2006) (dem bis 2014 maßgeblichen Standard in Österreich) mit.

## Werke
- Kurzfristige Fertigungsplanung und betriebliche Elastizität unter besonderer Berücksichtigung des Betriebes der Serienfertigung mit saisonalen Absatzschwankungen, Verlag Duncker & Humblot, Berlin 1971 (Zugl.: Graz, Univ., Habil.-Schr., 1971), ISBN 3-428-02553-9
- Egger / Samer / Bertl: Der Jahresabschluss nach dem Unternehmensgesetzbuch – Der Einzelabschluss: Erstellung, Prüfung und Veröffentlichung, 16., überarbeitete Auflage, Linde Verlag, Wien 2016, ISBN 978-3-7073-3523-1
- Egger / Samer / Bertl: Der Jahresabschluss nach dem Unternehmensgesetzbuch – Der Konzernabschluss, 8., aktualisierte Auflage, Linde Verlag, Wien 2016, ISBN 978-3-7073-3429-6
- Lechner / Egger / Egger / Schauer: Einführung in die Allgemeine Betriebswirtschaftslehre, 27., überarbeitete Auflage, Linde Verlag, Wien 2016, ISBN 978-3-7073-3457-9
- Egger / Winterheller: Kurzfristige Unternehmensplanung: Budgetierung, 14., Aufl., Linde Verlag, Wien 2007, ISBN 978-3-7073-1179-2

## Ehrungen
- Ehrendoktorat der Universität Graz (2000)[3]
- Ehrenring des Instituts Österreichischer Wirtschaftsprüfer[4]
- Großes Silbernes Ehrenzeichen für Verdienste um die Republik Österreich